# Klippbodtjärnen
Klippbodtjärnen är en sjö i Sollefteå kommun i Ångermanland och ingår i Ångermanälvens huvudavrinningsområde. Sjön har en area på 0,161 kvadratkilometer och ligger 215 meter över havet. Sjön avvattnas av vattendraget Sågbäcken.

## Delavrinningsområde
Klippbodtjärnen ingår i det delavrinningsområde (706109-153639) som SMHI kallar för Mynnar i Tarån. Medelhöjden är 243 meter över havet och ytan är 28,83 kvadratkilometer. Det finns inga avrinningsområden uppströms utan avrinningsområdet är högsta punkten. Sågbäcken som avvattnar avrinningsområdet har biflödesordning 4, vilket innebär att vattnet flödar genom totalt 4 vattendrag innan det når havet efter 112 kilometer. Avrinningsområdet består mestadels av skog (74 procent) och sankmarker (10 procent). Avrinningsområdet har 0,35 kvadratkilometer vattenytor vilket ger det en sjöprocent på 1,2 procent.